# Tegenaria chiricahuae
Tegenaria chiricahuae là một loài nhện trong họ Agelenidae.
Loài này thuộc chi Tegenaria. Tegenaria chiricahuae được miêu tả năm 1968 bởi Roth.